# Бон-Жезус-ду-Уэсти
Бон-Жезус-ду-Уэсти (порт. Bom Jesus do Oeste)  —  муниципалитет в Бразилии, входит в штат Санта-Катарина. Составная часть мезорегиона Запад штата Санта-Катарина. Входит в экономико-статистический  микрорегион Шапеко. Население составляет 2071 человек на 2006 год. Занимает площадь 67,899 км². Плотность населения — 30,5 чел./км².

## История
Город основан 19 июля 1995 года.

## Статистика
- Валовой внутренний продукт на 2003 составляет 21.575.381,00 реалов (данные: Бразильский институт географии и статистики).
- Валовой внутренний продукт на душу населения на 2003 составляет 10.239,86 реалов (данные: Бразильский институт географии и статистики).
- Индекс развития человеческого потенциала на 2000 составляет 0,785 (данные: Программа развития ООН).